# Caps (Nouveau-Brunswick)
Pour les articles homonymes, voir CAPS.

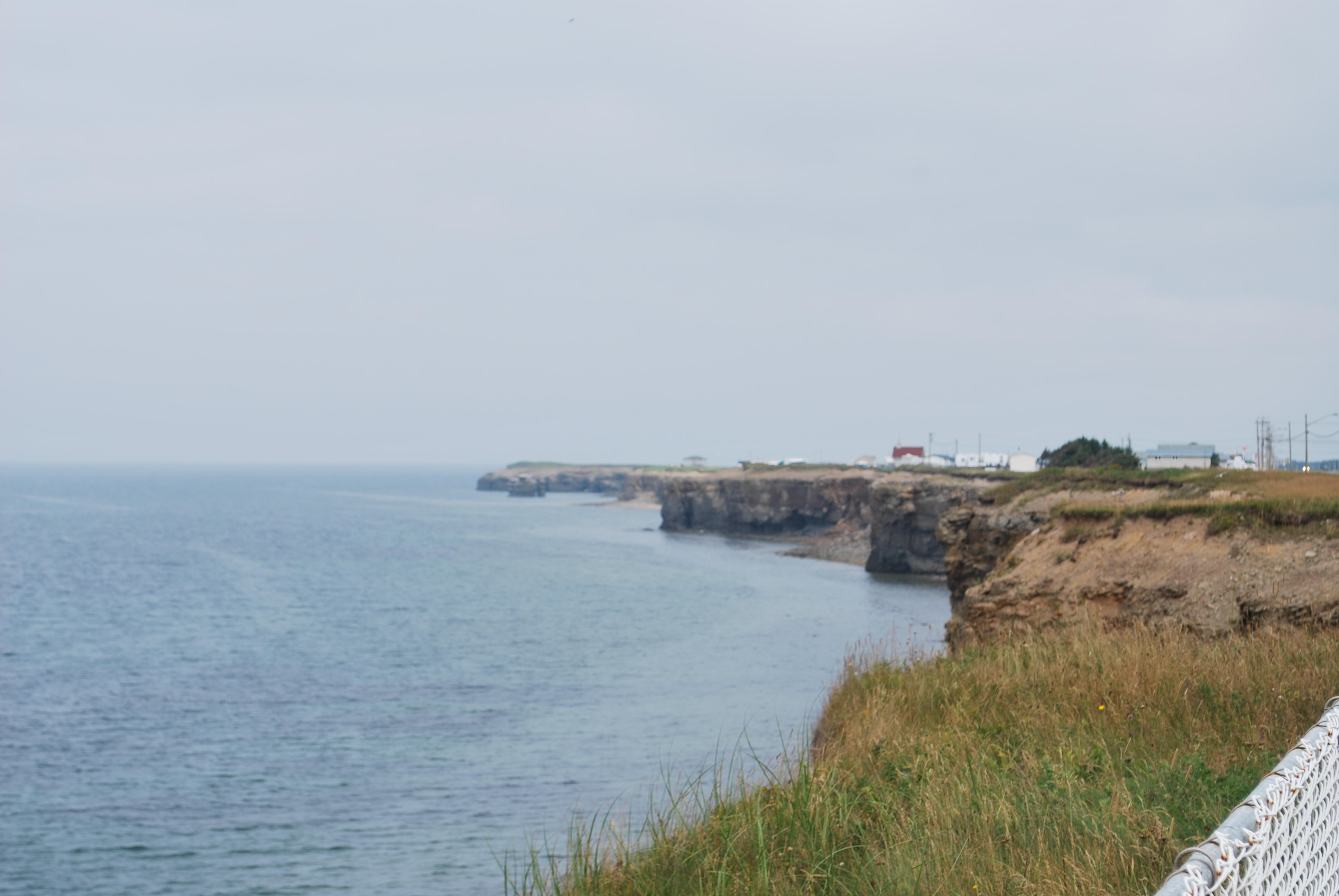
Vue des Caps.

La région des Caps est située dans la province canadienne du Nouveau-Brunswick. Elle s'étend sur une quarantaine de kilomètres de l'est de Bathurst (Salmon Beach) jusqu'à Grande-Anse et Anse-Bleue, où elle chevauche la Péninsule acadienne.

## Description
La région est bordée au nord par la baie des Chaleurs et tire son nom de ses falaises, parfois très hautes. À Anse-Bleu, il y a une plage et des plaques rocheuses. Le relief est plutôt régulier, à part à l'extrémité ouest, et ne dépasse pas les 60 mètres d'altitude. C'est une région rurale et agricole. Les champs vont en général de un à deux kilomètres dans les terres, le reste étant composé de forêts, de marais et de tourbières. Il y a au moins une colonie d'oiseaux. Il n'y a pas de sources importantes de minerai, mais l'on trouve des nodules de manganèse à Anse-Bleue et le roc de Stonehaven (autrefois appelé Cap-aux-Meules) était extrait pour en faire des meules. La région est peu habitée, ne comptant pas plus de 3 500 habitants. Les seuls cours d'eau importants sont la rivière du Nord, la rivière Pokeshaw et la Petite Rivière Pokeshaw. La route 11 et la route 135 desservent la région.

## Villages
Les communautés se trouvant dans la région sont, d'ouest en est, Salmon Beach, Janeville, Clifton, Stonehaven, New Bandon, Pokeshaw, Grande-Anse et Anse-Bleue. Par extension, on peut inclure les communautés se trouvant dans l'arrière-pays : Blackville, Canobie, Dugas, Rocheville, Saint-Léolin et Springfield Settlement. Toutes ces communautés sont incluses dans les paroisses de New Bandon et de Bathurst.